# Arcade Assogba
Arcade Assogba es un cineasta beninés. Ha contribuido al desarrollo del cine en Benín realizando talleres de comunicación digital para importantes eventos culturales en su país como el Festival Internacional de Cine de Ouidah y el Festival Internacional de Teatro de Benín, Fitheb. También es notable como director del cortometraje aclamado por la crítica, ZanKlan.

## Biografía
De 2006 a 2009, estudió cine en el Institut Cinématographique de Ouidah (ICO). Luego obtuvo una maestría en ciencias humanas y sociales de la Universidad de París I Panthéon-Sorbonne y su maestría en Derecho de la Universidad de Abomey-Calavi en Benín.

## Carrera profesional
Comenzó su carrera cinematográfica como primer asistente de dirección en varios largometrajes filmados en Benín. Colaboró con directores internacionales de renombre como Sylvestre Amoussou, Jean Odoutan, Pablo César y Heidi Specogna y Pascale Obolo en varios documentales. En 2018 debutó como director con el documental Crossing. Posteriormente, realizó el cortometraje ZanKlan, que recibió críticas positivas y se proyectó y ganó premios en varios festivales de cine. En 2019, la película ganó el segundo premio al mejor premio en el festival internacional de películas Rebiap, Benín.

## Filmografía
| Año  | Título                                         | Rol                            | Tipo         | Ref.  |
| ---- | ---------------------------------------------- | ------------------------------ | ------------ | ----- |
| 2004 | Braves de la route des esclaves                | Director                       | Película     | [ 7 ] |
| 2010 | Pim-Pim Tché                                   | Segundo asistente de director  | Película     |       |
| 2010 | Das Schiff des Torjägers                       | Gerente de unidad              | Documental   |       |
| 2011 | Un pas en avant - Les dessous de la corruption | Segundo asistente de director  | Película     | [ 8 ] |
| 2018 | La Traversée…                                  | Director y escritor            | Documental   | [ 9 ] |
| 2018 | ZanKlan                                        | Director, escritor y productor | Cortometraje |       |
| 2019 | A living tree means a living planet            | Director                       | Documental   |       |